# Il ricatto (film 2013)
Il ricatto (Grand Piano) è un film del 2013 diretto dal regista spagnolo Eugenio Mira.

## Trama
Il pianista Tom Selznick ritorna sulle scene cinque anni dopo una bruttissima esibizione, nella quale si era bloccato sulla cinquette, una melodia molto difficile da eseguire per via della sua velocità e dei tasti, talvolta distanti tra loro. Proprio durante il concerto che deve segnare il suo ritorno trova sul pianoforte un biglietto con scritto "Sbaglia una nota e morirai": un cecchino lo ha preso di mira, da lì in poi inizia un'angosciosa comunicazione tra la vittima e il carnefice, il quale tortura psicologicamente Tom e lo porterà a stravolgere con gesta bizzarre e frenetiche lo spettacolo, fino a renderlo completamente proprio succube e fargli modificare lo spettacolo stesso, ripescando la fobia del pianista, il quale è messo alle strette.

## Riconoscimenti
- 2015 - Saturn Awards[1]
  - Candidatura per il miglior film indipendente